# Ehemalige Lutherische Kirche (Handschuhsheim)

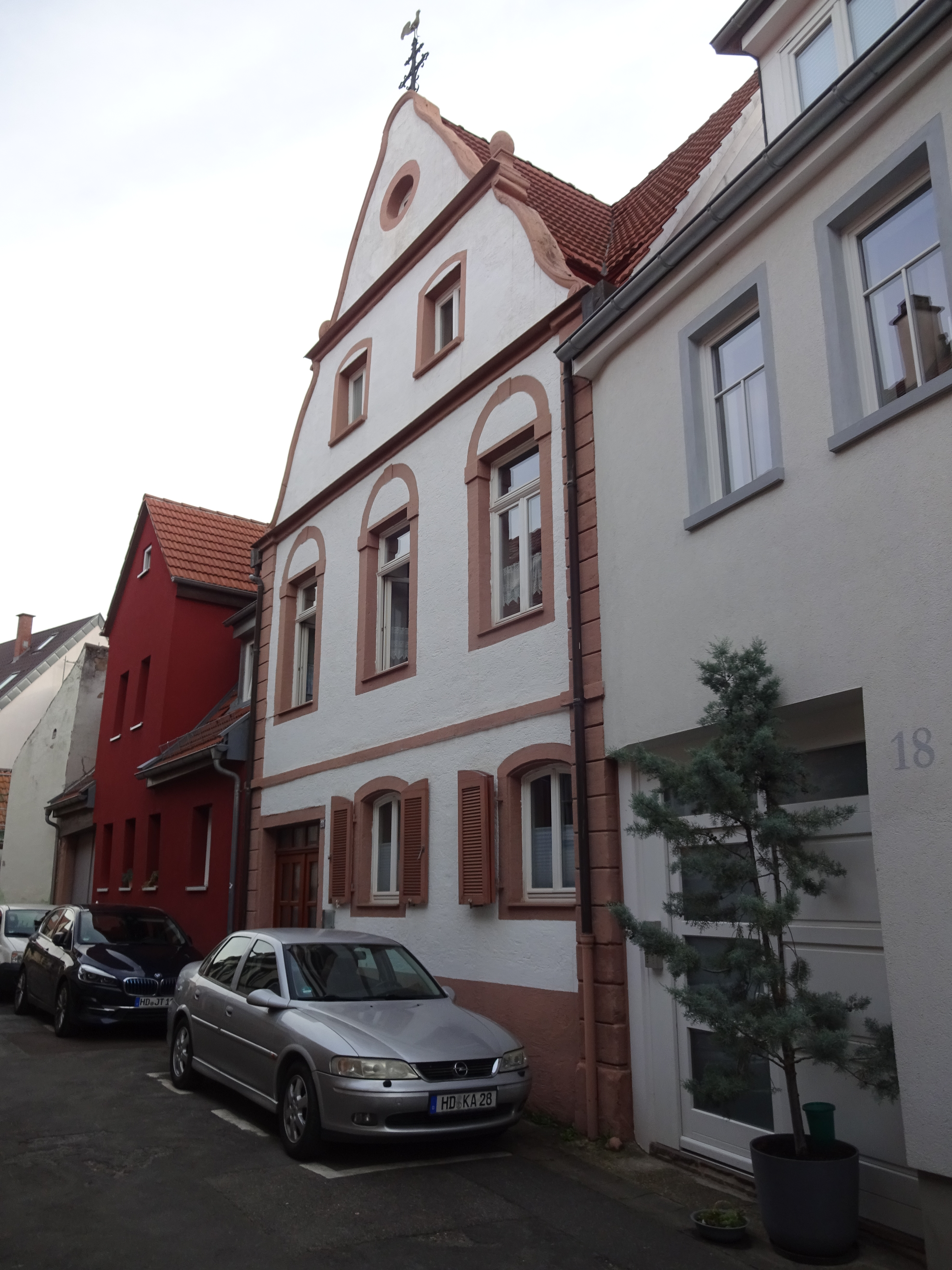
Ehemalige lutherische Kirche

Die ehemalige Lutherische Kirche im Heidelberger Stadtteil Handschuhsheim ist ein denkmalgeschütztes historisches Gebäude, das von 1784 bis 1821 die Kirche der lutherischen Gemeinde des Ortes war. Seit 1870 wieder in Privatbesitz, dient das auch als Kirchel bekannte Haus heute nur noch Wohnzwecken.

## Geschichte
Die religiösen Verhältnisse der Gemeinden an der Bergstraße wurden 1650 im Bergsträßer Rezess (Recessus Stratamontanus) zwischen der Kurpfalz und Kurmainz geregelt. In Handschuhsheim, Seckenheim und Dossenheim wurden jeweils Simultankirchen vereinbart, wobei den Katholiken der Chor und den Reformierten das Schiff der Ortskirchen zufiel. Die lutherischen Gemeinden waren noch so klein, dass sie in dem Vertrag unerwähnt blieben. Die Lutheraner in Handschuhsheim hielten ihre Gottesdienste anfangs in Privathäusern, später im Gasthaus Zum Goldenen Lamm ab. 1750 war die Handschuhsheimer lutherische Gemeinde als Filialgemeinde von Heidelberg auf 50 Seelen (bei einer Gesamteinwohnerzahl von rund 1000 Personen) angewachsen und der Wunsch nach einer eigenen Kirche wurde laut. Aus eigenen Mitteln konnte die Gemeinde schließlich 1783 das Gebäude in der Oberen Kirchgasse 20 erwerben und zur Kirche mit Hausmeisterwohnung im Erdgeschoss und Betsaal im ersten Geschoss umgestalten.
Das genaue Alter des Gebäudes in der Oberen Kirchgasse ist unbekannt. Bis die Lutherische Gemeinde es 1783 erwarb, hatte es mindestens schon vier Vorbesitzer gehabt. 1727 war es im Besitz eines namentlich nicht bekannten kurpfälzischen Schaffners von Kloster Lobenfeld, der es an Hans Peter Vetter und seine Frau verkaufte. Die Witwe Vetter verkaufte es 1746 an Johann Christian Steinbacher und seine Frau. 1773 war der Müllermeister Friedrich Hübsch Besitzer des Gebäudes. Von ihm kam es schließlich an die Lutherische Gemeinde.
Das Gebäude wurde bis 1821 als Kirche genutzt und kam bei der Vereinigung von Reformierten und Lutherischen zur Evangelischen Landeskirche in den Besitz der evangelischen Gemeinde, die ihre Gottesdienste künftig in der Vituskirche feierte. Das lutherische Kirchel diente weiterhin als Raum für Sonntagsschule und Mittwochsbetstunde, außerdem nutzte der 1847 gegründete Gesangverein Liederkranz den Betsaal für seine Proben. Beim Umbau des Schulhauses 1860–1862 war das Kirchel Ausweichquartier für den Unterricht.
1870 hat die evangelische Gemeinde das Gebäude und sein Mobiliar meistbietend versteigert. Ein Heinrich Jakob Schmitt erwarb das Kirchel für 1.150 Gulden und verkaufte es 1893 an den Maurer Karl Anton Schlechter und seine Frau. Nach deren Tod erwarb der Sattler Jakob Karl das Gebäude, dessen Nachfahren es noch im späten 20. Jahrhundert besaßen.

## Glocken
Die Müllerfamilie Hübsch, die das Gebäude 1783 der lutherischen Gemeinde vermachte, war auch die Stifterfamilie der 1784 bei Anselm Speck in Heidelberg gegossenen und in einem achteckigen Dachreiter aufgehängten Glocken der Kirche. Die große Glocke mit dem Schlagton A hat ein Gewicht von 94 kg, die kleine Glocke mit dem Schlagton H wiegt 50 kg.
Die Glocken der Kirche kamen nach dem Verkauf des Gebäudes zunächst ins alte Schulhaus, der Dachreiter wurde entfernt. Die größere Glocke war erst zeitweise im Heidelberger Museum, kam dann als Abendglocke in die 1910 fertiggestellte Handschuhsheimer Friedenskirche und wurde 1921 nach Wilhelmsfeld verkauft, wo sie sich bis heute in der evangelischen Kirche befindet. Die kleine Glocke wurde 1896 zur Schulglocke im neuen Handschuhsheimer Schulhaus, wo sie bis 1938 den Schulbeginn einläutete. 1942 musste die Glocke zu Rüstungszwecken abgeliefert werden, wurde jedoch nicht mehr eingeschmolzen und kehrte nach dem Krieg nach Handschuhsheim zurück, wo sie von 1949 bis 1964 nochmals auf dem Ortsfriedhof als Totenglocke diente. Danach wurde sie in der Friedenskirche eingelagert.

## Beschreibung
Das Gebäude in der Oberen Kirchgasse 20 mit einer Grundfläche von 13,20 Meter mal 7,60 Meter ist ein dreigeschossiges Wohnhaus. Zur Straße hin hat es einen auffälligen glockenförmigen Giebel. Das erste Obergeschoss weist drei hohe Fenster mit halbkreisförmigen Blendbögen auf. Die jeweils zwei Fenster von Erdgeschoss und zweitem Obergeschoss sind deutlich kleiner und schlichter umrahmt. Die Fassade ist durch Eckquaderung und Quergesimse gefasst und gegliedert. Das oberste Gesims ragt aus der Fassade hervor und bildet an den Enden jeweils die Konsole für einen steinernen Pinienzapfen. Darüber sitzt ganz oben im Dachgeschoss ein Rundfenster. Das Dach ist als kreuzförmiger Aufbau mit vier Dachkörpern angelegt. Auf dem Giebel zur Straße hin befindet sich ein historischer (1920 nach altem Vorbild erneuerter) Wetterhahn. Ein einst auf die Vierung aufgesetzter achteckiger Dachreiter für die einstigen Kirchenglocken hat sich nicht erhalten.
Im ersten Obergeschoss war ein Betsaal eingerichtet, der ungefähr die Hälfte der Grundfläche einnahm und eine Deckenhöhe von 3,60 Metern hatte. Die Decke wurde später um ungefähr einen Meter abgehängt, so dass der Raum wohnlicher wurde. Der Saal war ausgemalt mit Evangelistensymbolen und den Porträts der Reformatoren Martin Luther und Philipp Melanchton sowie einem kämpfenden Engel an der Decke. Die Glocken wurden direkt vom Betsaal aus geläutet. Als Besonderheit, möglicherweise noch von der Vornutzung des Hauses, weist der Betsaal in einer der Fensterlaibungen eine steinerne Fensternische auf, wie sie sonst hauptsächlich bei Burgen anzutreffen ist.